# Вотча (приток Вологды)
Вотча — река в России, протекает по Вологодскому району Вологодской области. Устье реки находится в 120 км от устья реки Вологды по левому берегу. Длина реки составляет 36 км.
Исток Вотчи находится в лесах южнее деревни Воскресенское (Кубенское сельское поселение), в 38 км к северо-западу от Вологды.
В верхнем течении река течёт на северо-запад, затем поворачивает на юго-запад. Притоки — Колотиловка, Алексеевка (левые); Сорка (правый).
В верхнем течении на берегах реки расположены нежилые деревни Кубенского сельского поселения Прокунино и Сорокалетово. В среднем течении протекает обширный заболоченный лесной массив (болота Сорокалетовское, Ивановское, Лепинское). По выходе из заболоченного леса на берегах реки стоят деревни Новленского сельского поселения: Дьяконцево и Ласковцево (правый берег). В нижнем течении река петляет среди болот, впадает в Вологду близ деревень Виктово и Давыдково.

## Данные водного реестра
По данным государственного водного реестра России относится к Двинско-Печорскому бассейновому округу, водохозяйственный участок реки — Северная Двина от начала реки до впадения реки Вычегда, без рек Юг и Сухона (от истока до Кубенского гидроузла), речной подбассейн реки — Сухона. Речной бассейн реки — Северная Двина.
Код объекта в государственном водном реестре — 03020100312103000006332.